# Pierre-François Charrel
Pour les articles homonymes, voir Charrel.
Pierre-François Charrel, né le 28 mars 1756 à Frontonas et mort le 1er août 1817 à Constance, est un homme politique français.

## Biographie
Fils d'un notaire royal, Pierre-François Charrel est homme de loi dans le Dauphiné lorsqu'il se rallie en 1789 aux principes révolutionnaires. Il est alors membre du District de la Tour-du-Pin.
Le 10 septembre 1792, il est élu député suppléant à la Convention nationale par le département de l'Isère, par 300 voix sur 460 votants. Dubois-Crancé, élu en troisième position, ayant décidé de représenter les Ardennes, Charrel est admis à siéger dès le début de la session parlementaire, le 20 septembre.
Personnalité de second plan, Charrel siège dans les rangs de la Plaine. Au procès de Louis XVI, il se prononce pour la mort sans conditions. Il vote en faveur de la mise en accusation de Marat puis en faveur du rétablissement de la Commission des Douze.
Il est réélu au Conseil des Cinq-Cents en octobre 1795. Il perd son siège en 1797, avant de le récupérer un an plus tard. Pendant ce laps de temps, il est membre de l'administration de l'Isère. 
En novembre 1799, il soutient le Coup d'État du 18 brumaire, ce qui lui permet de poursuivre, toujours sans faire de bruit, sa carrière politique. Il est en effet nommé par le Sénat conservateur au Corps législatif, toujours en tant que représentant de l'Isère. 
Charrel quitte son poste en 1803 et rentre alors dans la vie privée, devenant juge au tribunal civil de Bourgoin. Il est frappé en 1816 par la loi bannissant les régicides du royaume. Il est contraint de fuir à Constance, où il meurt un an plus tard dans la misère.

## Source
- « Pierre-François Charrel », dans Adolphe Robert et Gaston Cougny, Dictionnaire des parlementaires français, Edgar Bourloton, 1889-1891 [détail de l’édition]
- Adolphe Rochas, Biographie du Dauphiné, Tome I, Paris, Charavay, 1856

## Annexe